# Pubblicazioni di Asterix

Logo

La serie a fumetti Asterix, creata da René Goscinny  e Albert Uderzo, si compone di 40 albi e di numerose pubblicazioni aggiuntive, storie illustrate, albi speciali o commemorativi, e altro.

## Serie ufficiale
La serie ufficiale è costituita da 40 albi, i primi 24 dei quali creati da Goscinny alla sceneggiatura e da Uderzo ai disegni, dal 25 al 34 (10 numeri) sono stati realizzati dal solo Uderzo dopo la morte del collega, dal 35 al 39 (5 numeri) dai nuovi autori Jean-Yves Ferri ai testi e Didier Conrad ai disegni, dal 40 subentra ai testi Fabcaro.
| Numero tomo | Titolo originale                                                              | Titolo italiano                                           | Pubblicazione a puntate Francia             | Edizione in albo francese                 | Pubblicazioni italiane |
| ----------- | ----------------------------------------------------------------------------- | --------------------------------------------------------- | ------------------------------------------- | ----------------------------------------- | --- |
| 1           | Astérix le Gaulois                                                            | Asterix il gallico                                        | Pilote da n. 1/59 a 38/60, Dargaud          | gennaio 1961, Dargaud                     | - Asterix il Gallico n. 1, feb 1968, Mondadori - Il Giornalino n. 1/10, 1975, San Paolo - Asterix il Gallico n. 1, feb 1982, Fabbri/Dargaud - Il Giornalino n. 34/40, 1982, San Paolo - Asterix il Gallico n. 3, mag 2005, Mondadori 2005 - Asterix: Le Origini - Oscar Bestsellers n. 2056, ago 2010, Mondadori - Asterix il Gallico n. 13, mar 2015, RCS Quotidiani cartonato - Asterix il Gallico n. 1, set 2015, Panini Comics cartonato - Asterix il Gallico n. 3, gen 2019, RCS Quotidiani brossurato |
| 2           | La Serpe d'Or                                                                 | Asterix e il falcetto d'oro                               | Pilote da n. 42/74, 1960, Dargaud           | gennaio 1962, Dargaud                     | - Asterix e il falcetto d'oro n. 8, nov 1969, Mondadori - Il Giornalino n. 23/32, 1975, San Paolo - Asterix e il falcetto d’oro n. 2, feb 1982, Fabbri/Dargaud - Il Giornalino n. 27/34, 1983, San Paolo - Asterix: Le Origini - Oscar Bestsellers n. 2056, ago 2010, Mondadori - Asterix e il falcetto d’oro n. 14, mar 2015, RCS Quotidiani cartonato - Asterix e il falcetto d'oro n. 2, set 2015, Panini Comics cartonato - Asterix e il falcetto d’oro n. 4, gen 2019, RCS Quotidiani brossurato |
| 2           | Prima apparizione come personaggio primario di Obelix.                        |                                                           |                                             |                                           | |
| 3           | Astérix chez les Goths                                                        | Asterix e i Goti                                          | Pilote da n. 82/61 a 122/62, Dargaud        | gennaio 1963, Dargaud                     | - Asterix e i Goti n. 5, mag 1969, Mondadori - Il Giornalino n. 34/73, 1975, San Paolo - Asterix e i Goti n. 3, apr 1982, Fabbri/Dargaud - Supplemento Il Giornalino n. 32, 1998, San Paolo - Asterix e i Goti n. 25, giu 2015, RCS Quotidiani cartonato - Asterix e i Goti n. 3, set 2015, Panini Comics cartonato - Asterix e i Goti n. 5, gen 2019, RCS Quotidiani brossurato |
| 4           | Astérix gladiateur                                                            | Asterix gladiatore                                        | Pilote da n. 126/62 a 168/63, Dargaud       | gennaio 1964, Dargaud                     | - Asterix gladiatore n. 6, lug 1969, Mondadori - Il Giornalino n. 5/13, 1976, San Paolo - Asterix gladiatore n. 4, apr 1982, Fabbri/Dargaud - Asterix e il gladiatore n. 7, giu 2005, Mondadori - Asterix gladiatore n. 12, mar 2015, RCS Quotidiani cartonato - Asterix gladiatore n. 4, set 2015, Panini Comics cartonato - Asterix e il gladiatore n. 6, feb 2019, RCS Quotidiani brossurato |
| 4           | Prima comparsa dei pirati.                                                    |                                                           |                                             |                                           | |
| 5           | Le Tour de Gaule                                                              | Asterix e il giro di Gallia                               | Pilote n. 172/213, 1963, Dargaud            | gennaio 1965, Dargaud                     | - Il Giornalino n. 22/27, 1977, San Paolo - Asterix e il giro di Gallia n. 23, giu 1978, Mondadori - Asterix e il giro di Gallia n. 5, set 1982, Fabbri/Dargaud - Asterix e il giro di Gallia n. 9, lug 2005, Mondadori - Asterix e il giro di Gallia n. 2, gen 2015, RCS Quotidiani cartonato - Asterix e il giro di Gallia n. 5, set 2015, Panini Comics cartonato - Asterix e il giro di Gallia n. 7, feb 2019, RCS Quotidiani brossurato |
| 5           | Prima comparsa di Idefix.                                                     |                                                           |                                             |                                           | |
| 6           | Astérix et Cléopatre                                                          | Asterix e Cleopatra                                       | Pilote da n. 215/63 a 257/64, Dargaud       | luglio 1965, Dargaud                      | - Asterix e Cleopatra n. 3, ago 1968, Mondadori - Il Giornalino n. 28/37, 1976, San Paolo - Asterix e Cleopatra n. 6, set 1982, Fabbri/Dargaud - Supplemento Il Giornalino n. 3, 1998, San Paolo - Asterix - Le storie più belle - Supermiti n. 12, set 1999, Mondadori - Asterix e Cleopatra n. 5, giu 2005, Mondadori - Asterix e Cleopatra n. 1, dic 2014, RCS Quotidiani cartonato - Asterix e Cleopatra n. 6, set 2015, Panini Comics cartonato - Asterix e Cleopatra n. 9, feb 2019, RCS Quotidiani brossurato |
| 7           | Le combat des Chefs                                                           | Asterix e il duello dei capi                              | Pilote da n. 261/64 a 302/65, Dargaud       | gennaio 1966, Dargaud                     | - Asterix e il duello dei capi n. 10, apr 1970, Mondadori - Il Giornalino n. 42/54, 1977, San Paolo - Asterix e il duello dei capi n. 7, set 1982, Fabbri/Dargaud - Asterix e il duello dei capi n. 11, lug 2005, Mondadori - Oscar Bestsellers n. 2056, gen 2010-ago 2010, Mondadori - Asterix e il duello dei capi n. 11, mar 2015, RCS Quotidiani cartonato - Asterix e il duello dei capi n. 7, nov 2015, Panini Comics cartonato - Asterix e il duello dei capi n. 10, mar 2019, RCS Quotidiani brossurato |
| 8           | Astérix chez les Bretons                                                      | Asterix e i Britanni o Asterix in Britannia               | Pilote da n. 307/65 a 334/66, Dargaud       | luglio 1966, Dargaud                      | - Aster Linus - Linus Supplementi, apr 1967, Milano Libri Edizioni - Asterix e i Britanni n. 4, mar 1969, Mondadori - Il Giornalino n. 9/18, 1978, San Paolo - Asterix e i Britanni n. 8, set 1982, Fabbri/Dargaud - Asterix e Obelix alla conquista del mondo - Supermiti n. 18, mag 2000, Mondadori - Asterix e i Britanni n. 2, mag 2005, Mondadori - I Viaggi di Asterix - Oscar Bestsellers n. 2000, gen 2010, Mondadori - Asterix e i Britanni n. 9, feb 2015, RCS Quotidiani cartonato - Asterix e i Britanni n. 8, nov 2015, Panini Comics cartonato - Asterix e i Britanni n. 11, mar 2019, RCS Quotidiani brossurato |
| 9           | Astérix et les Normands                                                       | Asterix e i Normanni                                      | Pilote n. 340/361, 1966, Dargaud            | ottobre 1966, Dargaud                     | - Asterix e i Normanni n. 9, feb 1970, Mondadori - Il Giornalino n. 30/37, 1980, San Paolo - Asterix e i Normanni n. 9, gen 1983, Fabbri/Dargaud - Asterix e i Normanni n. 7, feb 2015, RCS Quotidiani cartonato - Asterix e i Normanni n. 9, nov 2015, Panini Comics cartonato - Asterix e i Normanni n. 12, mar 2019, RCS Quotidiani brossurato |
| 10          | Astérix Légionnaire                                                           | Asterix legionario                                        | Pilote da n. 368/66 a 389/67, Dargaud       | gennaio 1967, Dargaud                     | - Asterix legionario n. 2, mag 1968, Mondadori - Il Giornalino n. 38/47, 1976, San Paolo - Asterix legionario n. 10, gen 1983, Fabbri/Dargaud - Asterix legionario n. 1, mag 2005, Mondadori - Asterix legionario n. 17, apr 2015, RCS Quotidiani cartonato - Asterix legionario n. 10, nov 2015, Panini Comics cartonato - Asterix legionario n. 13, mar 2019, RCS Quotidiani brossurato |
| 11          | Le bouclier arverne                                                           | Asterix e lo scudo degli Arverni                          | Pilote n. 399/421, 1967, Dargaud            | gennaio 1968, Dargaud                     | - Asterix e lo scudo degli Arverni n. 7, set 1969, Mondadori - Il Giornalino n. 29/34, 1979, San Paolo - Asterix e lo scudo degli Arverni n. 11, mag 1983, Fabbri/Dargaud - Asterix e lo scudo degli Arverni n. 18, apr 2015, RCS Quotidiani cartonato - Asterix e lo scudo degli Arverni n. 11, nov 2015, Panini Comics cartonato - Asterix e lo scudo degli Arverni n. 14, apr 2019, RCS Quotidiani brossurato |
| 12          | Astérix aux Jeux Olympiques                                                   | Asterix alle Olimpiadi o Asterix ai Giochi Olimpici       | Pilote n. 434/455, 1968, Dargaud            | luglio 1968, Dargaud                      | - Asterix alle Olimpiadi n. 16, giu 1972, Mondadori - Il Giornalino n. 17/26, 1976, San Paolo - Asterix alle Olimpiadi n. 12, mag 1983, Fabbri/Dargaud - Star Comix n. 4/6, lug-set 1992, Star Comics - Asterix alle Olimpiadi n. 12, lug 2005, Mondadori - Asterix alle Olimpiadi n. 4, gen 2015, RCS Quotidiani cartonato - Asterix alle Olimpiadi n. 12, nov 2015, Panini Comics cartonato - Asterix alle Olimpiadi n. 15, apr 2019, RCS Quotidiani brossurato |
| 13          | Le chaudron                                                                   | Asterix e il paiolo                                       | Pilote da n. 469/68 a 491/69, Dargaud       | gennaio 1969, Dargaud                     | - Asterix e il paiolo n. 11, lug 1970, Mondadori - Il Giornalino n. 24/29, 1980, San Paolo - Star Comix n. 7/9, ott-dic 1992, Star Comics - Supplemento Il Giornalino n. 34, 1998, San Paolo - Asterix e il paiolo n. 31, lug 2015, RCS Quotidiani cartonato - Asterix e il paiolo n. 13, mar 2016, Panini Comics cartonato - Asterix e il paiolo n. 16, apr 2019, RCS Quotidiani brossurato |
| 14          | Astérix en Hispanie                                                           | Asterix in Iberia o Asterix in Spagna                     | Pilote n. 498/519, 1969, Dargaud            | luglio 1969, Dargaud                      | - Asterix in Iberia n. 12, nov 1970, Mondadori - Il Giornalino n. 38/44, 1980, San Paolo - Asterix e Obelix alla conquista del mondo - Supermiti n. 18, mag 2000, Mondadori - Asterix in Iberia n. 6, feb 2015, RCS Quotidiani cartonato - Asterix in Iberia n. 14, mar 2016, Panini Comics cartonato - Asterix in Iberia n. 17, apr 2019, RCS Quotidiani brossurato |
| 15          | La zizanie                                                                    | Asterix e la zizzania                                     | Pilote n. 531/552, 1970, Dargaud            | gennaio 1970, Dargaud                     | - Asterix e la zizzania n. 13, feb 1971, Mondadori - Il Giornalino n. 9/14, 1977, San Paolo - Asterix - Le storie più belle - Supermiti n. 12, set 1999, Mondadori - Asterix e la zizzania n. 16, apr 2015, RCS Quotidiani cartonato - Asterix e la zizzania n. 15, mar 2015, Panini Comics cartonato - Asterix e la zizzania n. 18, mag 2019, RCS Quotidiani brossurato |
| 16          | Astérix chez les Helvète                                                      | Asterix e gli Elvezi                                      | Pilote n. 557/578, 1970, Dargaud            | gennaio 1970, Dargaud                     | - Asterix e gli Elvezi n. 14, lug 1971, Mondadori - Il Giornalino n. 41/49, 1978, San Paolo - Asterix e Obelix alla conquista del mondo - Supermiti n. 18, mag 2000, Mondadori - Asterix e gli Elvezi n. 8, feb 2015, RCS Quotidiani cartonato - Asterix e gli Elvezi n. 16, mar 2016, Panini Comics cartonato - Asterix e gli Elvezi n. 19, mag 2019, RCS Quotidiani brossurato |
| 17          | Le domaine des dieux                                                          | Asterix e il Regno degli dei o La residenza degli dei     | Pilote n. 591/612, 1971, Dargaud            | gennaio 1971, Dargaud                     | - Asterix e il regno degli dei n. 15, apr 1972, Mondadori - Il Giornalino n. 1/7, 1980, San Paolo - Asterix e il regno degli dei n. 3, gen 2015, RCS Quotidiani cartonato - Asterix e il regno degli dei n. 17, mar 2016, Panini Comics cartonato - Asterix e il regno degli dei n. 20, mag 2019, RCS Quotidiani brossurato |
| 18          | Les lauriers de César                                                         | Asterix e gli allori di Cesare o L'alloro di Cesare       | Pilote da n. 621/71 a 642/72, Dargaud       | giugno 1971, Dargaud                      | - Il mago n. 4/7, 1972, - Asterix e gli allori di Cesare n. 17, apr 1973, Mondadori - Il Giornalino n. 16/23, 1980, San Paolo - Asterix e gli allori di Cesare n. 19, mag 2015, RCS Quotidiani cartonato - Asterix e gli allori di Cesare n. 18, mar 2016, Panini Comics cartonato - Asterix e gli allori di Cesare n. 21, mag 2019, RCS Quotidiani brossurato |
| 19          | Le devin                                                                      | Asterix e l'indovino                                      | Pilote n. 652/673, 1972, Dargaud            | gennaio 1972, Dargaud                     | - Il mago n. 13/16, 1973, - Asterix e l'indovino n. 18, nov 1973, Mondadori - Il Giornalino n. 28/34, 1978, San Paolo - Asterix e l’indovino n. 20, mag 2015, RCS Quotidiani cartonato - Asterix e l'indovino n. 19, giu 2016, Panini Comics cartonato - Asterix e l’indovino n. 22, mag 2019, RCS Quotidiani brossurato |
| 20          | Astérix en Corse                                                              | Asterix in Corsica                                        | Pilote n. 687/708, 1973, Dargaud            | gennaio 1973, Dargaud                     | - Asterix in Corsica n. 19, mag 1974, Mondadori - Il Giornalino n. 36/43, 1979, San Paolo - Asterix e Obelix alla conquista del mondo - Supermiti n. 18, mag 2000, Mondadori - I Viaggi di Asterix - Oscar Bestsellers n. 2000, gen 2010, Mondadori - Asterix in Corsica n. 5, gen 2015, RCS Quotidiani cartonato - Asterix in Corsica n. 20, giu 2016, Panini Comics cartonato - Asterix in Corsica n. 23, giu 2019, RCS Quotidiani brossurato |
| 21          | Le cadeau de César                                                            | Asterix e il regalo di Cesare                             | Le Monde 1974, Groupe Le Monde              | gennaio 1974, Dargaud                     | - Asterix e il regalo di Cesare n. 20, mag 1975, Mondadori - Il Giornalino n. 12/21, 1975, San Paolo - Asterix e il regalo di Cesare n. 21, mag 2015, RCS Quotidiani cartonato - Asterix e il regalo di Cesare n. 21, giu 2016, Panini Comics cartonato - Asterix e il regalo di Cesare n. 24, giug 2019, RCS Quotidiani brossurato |
| 22          | La grande traversée                                                           | Asterix in America o La grande traversata                 | Sud Ouest, 1975, Groupe Sud Ouest           | ottobre 1975, Dargaud                     | - Asterix in America, giu 1976, Mondadori - Il Giornalino da n. 45/75 a n. 3/76, San Paolo - Asterix e Obelix alla conquista del mondo - Supermiti n. 18, mag 2000, Mondadori - Asterix in America n. 24, giu 2015, RCS Quotidiani cartonato - Asterix in America n. 22, giu 2016, Panini Comics cartonato - Asterix in America n. 25, giu 2019, RCS Quotidiani brossurato |
| 23          | Obélix et compagnie                                                           | Asterix e la Obelix SpA o Obelix e soci o La Obelix S.p.A | Le Nouvel Observateur, 1976, le Monde libre | gennaio 1976, Dargaud                     | - Asterix e la Obelix SpA n. 22, apr 1977, Mondadori - Il Giornalino da n. 49/76 a n. 7/77, San Paolo - Star Comíx 1-3, apr-giu 1992, Star Comics - Asterix - Le storie più belle - Supermiti n. 12, set 1999, Mondadori - Asterix e la Obelix SpA n. 23, giu 2015, RCS Quotidiani cartonato - Asterix e la Obelix SpA n. 23, giu 2016, Panini Comics cartonato - Asterix e la Obelix SpA n. 26, giu 2019, RCS Quotidiani brossurato |
| 24          | Asterix et les Belges                                                         | Asterix e i Belgi                                         | Le Monde, 1979, Groupe Le Monde             | gennaio 1979, Dargaud                     | - Asterix e i Belgi n. 24, giu 1979, Mondadori - Il Giornalino n. 12/21, 1979, San Paolo - Asterix e i Belgi n. 15, apr 2015, RCS Quotidiani cartonato - Asterix e i Belgi n. 24, giu 2016, Panini Comics cartonato - Asterix e i Belgi n. 27, lug 2019, RCS Quotidiani brossurato |
| 25          | Le grand fossé                                                                | Asterix e il grande fossato                               | -                                           | gennaio 1980, Les Éditions Albert René    | - Asterix e il grande fossato n. 25, lug 1980, Mondadori - Il Giornalino n. 7/17, 1981, San Paolo - Il Giornalino n. 27/29, 1986, San Paolo - Asterix e Obelix alla conquista del mondo - Supermiti n. 18, mag 2000, Mondadori - Asterix - Classici del Fumetto n. 19, giu 2003, Panini Comics - Asterix e il grande fossato n. 6, giu 2005, Mondadori - Asterix e il grande fossato n. 22, mag 2015, RCS Quotidiani cartonato - Asterix e il grande fossato n. 25, set 2016, Panini Comics cartonato - Asterix e il grande fossato n. 28, lug 2019, RCS Quotidiani brossurato                                                 |
| 25          | È il primo episodio scritto e disegnato da Uderzo, dopo la morte di Goscinny. |                                                           |                                             |                                           | |
| 26          | L'odyssée d'Astérix                                                           | L'odissea di Asterix                                      | -                                           | ottobre 1981, Les Éditions Albert René    | - L'odissea di Asterix n. 26, nov 1981, Mondadori - Il Giornalino n. 1/10, 1982, San Paolo - Il Giornalino n. 22/25, 1985, San Paolo - Asterix e Obelix alla conquista del mondo - Supermiti n. 18, mag 2000, Mondadori - Asterix - Classici del Fumetto n. 19, giu 2003, Panini Comics - La leggenda di Asterix - Oscar Bestsellers n. 2001, gen 2010, Mondadori - L’odissea di Asterix n. 26, giu 2015, RCS Quotidiani cartonato - L’odissea di Asterix n. 26, set 2016, Panini Comics cartonato - L’odissea di Asterix n. 29, lug 2019, RCS Quotidiani brossurato                                                           |
| 27          | Le fils d'Astérix                                                             | Il figlio di Asterix                                      | -                                           | gennaio 1983, Les Éditions Albert René    | - Il figlio di Asterix n. 27, ott 1983, Mondadori - Il Giornalino n. 1/6, 1984, San Paolo - Il Giornalino n. 22/25, 1985, San Paolo - Asterix - Le storie più belle - Supermiti n. 12, set 1999, Mondadori - Asterix - Classici del Fumetto n. 19, giu 2003, Panini Comics - Il figlio di Asterix n. 8, giu 2005, Mondadori - La Leggenda di Asterix - Oscar Bestsellers n. 2001, gen 2010, Mondadori - Il figlio di Asterix n. 27, giu 2015, RCS Quotidiani cartonato - Il figlio di Asterix n. 27, set 2016, Panini Comics cartonato - Il figlio di Asterix n. 30, lug 2019, RCS Quotidiani brossurato                       |
| 28          | Astérix chez Rahazade                                                         | Le mille e un'ora di Asterix                              | -                                           | gennaio 1987, Les Éditions Albert René    | - Le mille e un'ora di Asterix n. 28, ott 1987, Mondadori - Asterix - Le storie più belle - Supermiti n. 12, set 1999, Mondadori - Asterix - Classici del Fumetto n. 19, giu 2003, Panini Comics - La Leggenda di Asterix - Oscar Bestsellers n. 2001, gen 2010, Mondadori - Le mille e un’ora di Asterix n. 10, mar 2015, RCS Quotidiani cartonato - Le mille e un’ora di Asterix n. 28, set 2016, Panini Comics cartonato - Le mille e un’ora di Asterix n. 31, lug 2019, RCS Quotidiani brossurato |
| 29          | La rose et le glaive                                                          | Asterix la rosa e il gladio                               | -                                           | gennaio 1991, Les Éditions Albert René    | - La rosa e il gladio n. 29, set 1991, Mondadori - Asterix - Le storie più belle - Supermiti n. 12, set 1999, Mondadori - Asterix - Classici del Fumetto n. 19, giu 2003, Panini Comics - Asterix la rosa e il gladio n. 4, mag 2005, Mondadori - Asterix la rosa e il gladio n. 28, lug 2015, RCS Quotidiani cartonato - Asterix la rosa e il gladio n. 29, set 2016, Panini Comics cartonato - Asterix la rosa e il gladio n. 32, ago 2019, RCS Quotidiani brossurato |
| 30          | La galère d'Obélix                                                            | Asterix e la galera di Obelix                             | -                                           | ottobre 1996, Les Éditions Albert René    | - Asterix e la galera di Obelix n. 30, nov 1996, Mondadori - Asterix - Le storie più belle - Supermiti n. 12, sett 1999, Mondadori - Asterix e la galera di Obelix n. 10, lug 2005, Mondadori - Asterix e la galera di Obelix n. 29, lug 2015, RCS Quotidiani cartonato - Asterix e la galera di Obelix n. 30, set 2016, Panini Comics cartonato - Asterix e la galera di Obelix n. 33, ago 2019, RCS Quotidiani brossurato |
| 31          | Astérix et Latraviata                                                         | Asterix e Latraviata                                      | -                                           | gennaio 2001, Les Éditions Albert René    | - Asterix e Latraviata n. 31, mar 2001, Mondadori - Asterix e Latraviata n. 30, lug 2015, RCS Quotidiani cartonato - Asterix e Latraviata n. 31, dic 2016, Panini Comics cartonato - Asterix e Latraviata n. 34, ago 2019, RCS Quotidiani brossurato |
| 32          | Astérix e la rentrée gauloise                                                 | Asterix tra banchi e... banchetti                         | -                                           | gennaio 2003, Les Éditions Albert René    | - Asterix tra banchi e... banchetti n. 32, set 2003, Mondadori - Asterix tra banchi e... banchetti n. 32, ago 2015, RCS Quotidiani cartonato - Asterix tra banchi e... banchetti n. 32, dic 2016, Panini Comics cartonato - Asterix tra banchi e... banchetti n. 35, ago 2019, RCS Quotidiani brossurato |
| 33          | Le ciel lui tombe sur la tête                                                 | Quando il cielo gli cadde sulla testa                     | -                                           | ottobre 2005, Les Éditions Albert René    | - Quando il cielo gli cadde sulla testa n. 33, ott 2005, Mondadori - Quando il cielo gli cadde sulla testa n. 33, ago 2015, RCS Quotidiani cartonato - Quando il cielo gli cadde sulla testa n. 33, dic 2016, Panini Comics cartonato - Quando il cielo gli cadde sulla testa n. 36, set 2019, RCS Quotidiani brossurato |
| 34          | L'anniversaire d'Astérix et Obélix - Le Livre d'or                            | Il compleanno di Asterix & Obelix - L'albo d'oro          | -                                           | gennaio 2009, Les Éditions Albert René    | - Il compleanno di Asterix & Obelix - L'albo d'oro n. 34, ott 2009, Mondadori - Il compleanno di Asterix e Obelix – L’albo d’oro n. 34, ago 2015, RCS Quotidiani cartonato - Il compleanno di Asterix e Obelix – L’albo d’oro n. 34, dic 2016, Panini Comics cartonato - Il compleanno di Asterix e Obelix – L’albo d’oro n. 37, set 2019, RCS Quotidiani brossurato |
| 35          | Astérix chez les Pictes                                                       | Asterix e i Pitti                                         | -                                           | gennaio 2013, Les Éditions Albert René    | - Asterix e i Pitti n. 35, ott 2013, Mondadori - Asterix e i Pitti n. 35, ago 2015, RCS Quotidiani cartonato - Asterix e i Pitti n. 35, dic 2016, Panini Comics cartonato - Asterix e i Pitti n. 38, set 2019, RCS Quotidiani brossurato |
| 35          | È il primo episodio scritto da Jean-Yves Ferri e disegnato da Didier Conrad.  |                                                           |                                             |                                           | |
| 36          | Le papyrus de César                                                           | Asterix e il papiro di Cesare                             | -                                           | gennaio 2015, Les Éditions Albert René    | - Asterix e il papiro di Cesare n. 36, ott 2017, Panini Comics cartonato - Asterix e il papiro di Cesare n. 2, gen 2019, RCS Quotidiani brossurato |
| 37          | Astérix et la Transitalique                                                   | Asterix e la corsa d'Italia                               | -                                           | ottobre 2017, Les Éditions Albert René    | - Asterix e la corsa d'Italia n. 37, ott 2017, Panini Comics cartonato - Asterix e la corsa d'Italia n. 1, gen 2019, RCS Quotidiani brossurato |
| 38          | La fille de Vercingétorix                                                     | Asterix e la figlia di Vercingetorige                     | -                                           | ottobre 2019, Les Éditions Albert René    | - Asterix e la figlia di Vercingetorige n. 38, 31 ott 2019, Panini Comics cartonato |
| 39          | Asterix et le griffon                                                         | Asterix e il Grifone                                      | -                                           | 21 ottobre 2021, Les Éditions Albert René | - Asterix e il Grifone n. 39, 28 ott 2021, Panini Comics cartonato |
| 40          | L'Iris blanc                                                                  | Asterix e l'iris bianco                                   | -                                           | 26 ottobre 2023, Les Éditions Albert René | - Asterix e l'Iris Bianco n. 40, 2 novembre 2023, Panini Comics cartonato |
| 40          | È il primo episodio scritto da Fabcaro e disegnato da Didier Conrad.          |                                                           |                                             |                                           | |

## Storie brevi
| Titolo originale                                         | Titolo italiano                                                            | Prima pubblicazione | Pubblicazioni italiane |
| -------------------------------------------------------- | -------------------------------------------------------------------------- | --- | --- |
| Naissance d'une idée (Les secrets d' Asterix)            | Genesi di un'idea                                                          | - Pilote n. 157, 1962, Dargaud - Ça c'est un anniversaire, gen 1994, Éditions Albert René - Astérix e la rentrée gauloise, gen 2003, Les Éditions Albert René | - Questo si è un anniversario, 1996, Mondadori - Asterix. La ricetta della pozione magica. Omaggio a Uderzo e Goscinny, gen 2000, Hazard - Asterix tra banchi e... banchetti n. 32, set 2003, Mondadori - Asterix tra banchi e... banchetti n. 32, ago 2015, RCS Quotidiani cartonato - Asterix tra banchi e... banchetti n. 32, dic 2016, Panini Comics cartonato - Asterix tra banchi e... banchetti n. 35, ago 2019, RCS Quotidiani brossurato |
| Les auteurs en scène                                     | Messinscena... d'autori                                                    | - Pilote n. 172, 1963, Dargaud - Asterix: Mini histoires, 1987, Éditions Albert René - Astérix e la rentrée gauloise, gen 2003, Les Éditions Albert René      | - Asterix & compagni, ott 1992, Mondadori - Questo si è un anniversario, 1996, Mondadori - Asterix tra banchi e... banchetti n. 32, set 2003, Mondadori - Asterix tra banchi e... banchetti n. 32, ago 2015, RCS Quotidiani cartonato - Asterix tra banchi e... banchetti n. 32, dic 2016, Panini Comics cartonato - Asterix tra banchi e... banchetti n. 35, ago 2019, RCS Quotidiani brossurato                                                 |
| Obelisc'h                                                | Obeliscio                                                                  | - Pilote n. 172/186, 1963, Dargaud - Astérix e la rentrée gauloise, gen 2003, Les Éditions Albert René                                                        | - Asterix tra banchi e... banchetti n. 32, set 2003, Mondadori - Asterix tra banchi e... banchetti n. 32, ago 2015, RCS Quotidiani cartonato - Asterix tra banchi e... banchetti n. 32, dic 2016, Panini Comics cartonato - Asterix tra banchi e... banchetti n. 35, ago 2019, RCS Quotidiani brossurato |
| Le Printemps Gaulois                                     | La primavera Gallica                                                       | - Pilote n. 334, 1966, Dargaud - Asterix: Mini histoires, 1987, Éditions Albert René - Astérix e la rentrée gauloise, gen 2003, Les Éditions Albert René      | - Superalbo Audacia n. 1, 1969, Mondadori - Asterix & compagni, ott 1992, Mondadori - Asterix tra banchi e... banchetti n. 32, set 2003, Mondadori - Asterix tra banchi e... banchetti n. 32, ago 2015, RCS Quotidiani cartonato - Asterix tra banchi e... banchetti n. 32, dic 2016, Panini Comics cartonato - Asterix tra banchi e... banchetti n. 35, ago 2019, RCS Quotidiani brossurato                                                      |
| La rentree Gauloise                                      | La stagione Gallica o Primo giorno di scuola                               | - Pilote n. 363, 1966, Dargaud - Asterix: Mini histoires, 1987, Éditions Albert René - Astérix e la rentrée gauloise, gen 2003, Les Éditions Albert René      | - Superalbo Audacia n. 2, 1969, Mondadori - Asterix & compagni, ott 1992, Mondadori - Asterix tra banchi e... banchetti n. 32, set 2003, Mondadori - Asterix tra banchi e... banchetti n. 32, ago 2015, RCS Quotidiani cartonato - Asterix tra banchi e... banchetti n. 32, dic 2016, Panini Comics cartonato - Asterix tra banchi e... banchetti n. 35, ago 2019, RCS Quotidiani brossurato                                                      |
| Au gui l' an IX                                          | Anno IX sotto il vischio o Vischi e fiaschi                                | - Pilote n. 424, 1967, Dargaud - Asterix: Mini histoires, 1987, Éditions Albert René - Astérix e la rentrée gauloise, gen 2003, Les Éditions Albert René      | - Superalbo Audacia n. 4, 1970, Mondadori - Asterix & compagni, ott 1992, Mondadori - Asterix tra banchi e... banchetti n. 32, set 2003, Mondadori - Asterix tra banchi e... banchetti n. 32, ago 2015, RCS Quotidiani cartonato - Asterix tra banchi e... banchetti n. 32, dic 2016, Panini Comics cartonato - Asterix tra banchi e... banchetti n. 35, ago 2019, RCS Quotidiani brossurato                                                      |
| La mascotte                                              | La mascotte                                                                | - Pilote Pocket n. 1, 1968, Dargaud - Asterix: Mini histoires, 1987, Éditions Albert René - Astérix e la rentrée gauloise, gen 2003, Les Éditions Albert René | - Superalbo Audacia n. 1, 1969, Mondadori - Asterix & compagni, ott 1992, Mondadori - Asterix tra banchi e... banchetti n. 32, set 2003, Mondadori - Asterix tra banchi e... banchetti n. 32, ago 2015, RCS Quotidiani cartonato - Asterix tra banchi e... banchetti n. 32, dic 2016, Panini Comics cartonato - Asterix tra banchi e... banchetti n. 35, ago 2019, RCS Quotidiani brossurato                                                      |
| Asterix tel que vous ne l'avez jamais vu                 | Gli Asterix che non si sono mai visti o Asterix come non l'avete mai visto | - Pilote n. 527, 1969, Dargaud - Ca c'est un anniversaire, gen 1994, Éditions Albert René - Astérix e la rentrée gauloise, gen 2003, Les Éditions Albert René | - Questo si è un anniversario, 1996, Mondadori - Asterix tra banchi e... banchetti n. 32, set 2003, Mondadori - Asterix tra banchi e... banchetti n. 32, ago 2015, RCS Quotidiani cartonato - Asterix tra banchi e... banchetti n. 32, dic 2016, Panini Comics cartonato - Asterix tra banchi e... banchetti n. 35, ago 2019, RCS Quotidiani brossurato                                                                                           |
| Bannix                                                   | -                                                                          | - Pilote n. 580, 1970, Dargaud | - |
| Mini, midi, maxi                                         | Mini, midi, maxi                                                           | - Elle n. 1337, 1971 - Asterix: Mini histoires, 1987, Éditions Albert René - Astérix e la rentrée gauloise, gen 2003, Les Éditions Albert René                | - Asterix & compagni, ott 1992, Mondadori - Asterix tra banchi e... banchetti n. 32, set 2003, Mondadori - Asterix tra banchi e... banchetti n. 32, ago 2015, RCS Quotidiani cartonato - Asterix tra banchi e... banchetti n. 32, dic 2016, Panini Comics cartonato - Asterix tra banchi e... banchetti n. 35, ago 2019, RCS Quotidiani brossurato                                                                                                |
| Etc, etc... (Latinomanie)                                | Latinofilia                                                                | - Asterix: Mini histoires, 1987, Éditions Albert René - Astérix e la rentrée gauloise, gen 2003, Les Éditions Albert René                                     | - Asterix & compagni, ott 1992, Mondadori - Asterix tra banchi e... banchetti n. 32, set 2003, Mondadori - Asterix tra banchi e... banchetti n. 32, ago 2015, RCS Quotidiani cartonato - Asterix tra banchi e... banchetti n. 32, dic 2016, Panini Comics cartonato - Asterix tra banchi e... banchetti n. 35, ago 2019, RCS Quotidiani brossurato                                                                                                |
| En 50 avant J.C.                                         | Nel 50 A.C.                                                                | - National Geographic, 1977 - Asterix: Mini histoires, 1987, Éditions Albert René - Astérix e la rentrée gauloise, gen 2003, Les Éditions Albert René         | - Asterix & compagni, ott 1992, Mondadori - Asterix tra banchi e... banchetti n. 32, set 2003, Mondadori - Asterix tra banchi e... banchetti n. 32, ago 2015, RCS Quotidiani cartonato - Asterix tra banchi e... banchetti n. 32, dic 2016, Panini Comics cartonato - Asterix tra banchi e... banchetti n. 35, ago 2019, RCS Quotidiani brossurato                                                                                                |
| Lutece olympique                                         | Lutezia città olimpica                                                     | - Jour de France n. 1660, 1986 - Astérix e la rentrée gauloise, gen 2003, Les Éditions Albert René                                                            | - Asterix tra banchi e... banchetti n. 32, set 2003, Mondadori - Asterix tra banchi e... banchetti n. 32, ago 2015, RCS Quotidiani cartonato - Asterix tra banchi e... banchetti n. 32, dic 2016, Panini Comics cartonato - Asterix tra banchi e... banchetti n. 35, ago 2019, RCS Quotidiani brossurato |
| En 35 avant J.C. (Jules Cesar) (La naissance d' Asterix) | Nel 35 a.C. (C=Cesare)                                                     | - Ca c'est un anniversaire, gen 1994, Éditions Albert René - Astérix e la rentrée gauloise, gen 2003, Les Éditions Albert René                                | - Questo si è un anniversario, 1996, Mondadori - Asterix. La ricetta della pozione magica. Omaggio a Uderzo e Goscinny, gen 2000, Hazard - Asterix tra banchi e... banchetti n. 32, set 2003, Mondadori - Asterix tra banchi e... banchetti n. 32, ago 2015, RCS Quotidiani cartonato - Asterix tra banchi e... banchetti n. 32, dic 2016, Panini Comics cartonato - Asterix tra banchi e... banchetti n. 35, ago 2019, RCS Quotidiani brossurato |
| Chanteclairix                                            | Chanteclairix                                                              | - Astérix e la rentrée gauloise, gen 2003, Les Éditions Albert René                                                                                           | - Asterix tra banchi e... banchetti n. 32, set 2003, Mondadori - Asterix tra banchi e... banchetti n. 32, ago 2015, RCS Quotidiani cartonato - Asterix tra banchi e... banchetti n. 32, dic 2016, Panini Comics cartonato - Asterix tra banchi e... banchetti n. 35, ago 2019, RCS Quotidiani brossurato |

## Libri illustrati

### Albi fuori serie
| Titolo originale | Titolo italiano                                                       | Edizione in albo francese          | Pubblicazioni italiane |
| --- | --------------------------------------------------------------------- | ---------------------------------- | --- |
| Comment Obelix est tombé dans la marmite du druide quand il était petit | Come fu che Obelix cadde da piccolo nel paiolo del druido             | gennaio 1989, Éditions Albert René | - Asterix - Classici del Fumetto n. 19, giu 2003, Panini Comics - Come fu che Obelix cadde da piccolo nel paiolo del druido, magg 2015, Panini Comics - Come fu che Obelix cadde da piccolo nel paiolo del druido n.8, feb 2019, RCS Quotidiani brossurato |
| Idealmente, come dice lo stesso Uderzo nella prefazione, è il prologo della serie. È un racconto breve scritto da Goscinny nel 1965, e pubblicato con alcuni disegni sul n. 291 della rivista Pilote, successivamente illustrato da Uderzo, dopo la morte dell'amico, e ripubblicato in volume. Narra di come Obelix cadde nel paiolo, acquisendo così permanentemente gli effetti della pozione magica. Idealmente, come affermato dallo stesso Uderzo nella prefazione al volume, è il primo libro della serie, una sorta di "prequel" di tutte le avventure successive. |                                                                       |                                    | |
| Asterix: Mini histoires | Asterix & compagni                                                    | 1987, Éditions Albert René         | - Asterix & compagni, ott 1992, Mondadori - Asterix tra banchi e... banchetti n. 32, ago 2015, RCS Quotidiani cartonato - Asterix tra banchi e... banchetti n. 35, ago 2019, RCS Quotidiani brossurato                                                     |
| Contiene 9 storie brevi inedite disegnate negli anni '70 per la rivista Pilote. |                                                                       |                                    | |
| Ça c'est un anniversaire | Questo si è un anniversario                                           | gennaio 1994, Éditions Albert René | - Questo si è un anniversario, 1996, Mondadori |
| Contiene vari articoli sulla storia di Asterix e alcune ministorie poi ripubblicate in Asterix tra banchi e... banchetti. |                                                                       |                                    | |
| Le livre d'Asterix le Gaulois | inedito in Italia                                                     | 1999                               | - |
| Libro di riferimento su 40 anni di avventure |                                                                       |                                    | |
| inedito in Francia | Asterix. La ricetta della pozione magica. Omaggio a Uderzo e Goscinny | -                                  | - Asterix. La ricetta della pozione magica. Omaggio a Uderzo e Goscinny, gen 2000, Hazard |
| Catalogo della mostra omonima che si tenne a Milano nello stesso anno. |                                                                       |                                    | |
| Asterix: le menhir d'or | Asterix e il menhir d'oro                                             | ottobre 2020, Éditions Albert René | - Asterix e il menhir d'oro, ottobre 2020, Panini Comics |
| Ristampa illustrata di un audiolibro pubblicato nel 1967. Pubblicato sia in versione cartonata sia in versione brossurata. |                                                                       |                                    | |

### Libri per bambini
Verso la metà degli anni ottanta fu pubblicata in Francia una serie di libri per bambini (Rouge et Or) con protagonisti personaggi del mondo di Asterix, illustrati principalmente con vignette tratte dai fumetti già editi, con sporadici disegni originali. La serie ebbe scarso successo e non fu tradotta al di fuori della Francia. 
| Numero tomo | Titolo originale          | Anno |
| ----------- | ------------------------- | ---- |
| 1           | Les Pirates               | 1984 |
| 2           | L'illustrissime Belcantus | 1985 |
| 3           | L'abominable horrifix     | 1985 |
| 4           | Jericocorix               | 1985 |
| 5           | La course de chars        | 1986 |
| 6           | Le feu de pommes          | 1986 |
| 7           | Marmaille et pagaille     | 1986 |
| 8           | L'eau du ciel             | 1986 |

### Libri tratti dai lungometraggi
Dai film sono stati tratti degli albi contenenti la versione romanzata (a cartoni animati) della storia con illustrazioni tratte direttamente dai film.
| Titolo originale                           | Titolo italiano                            | Edizione in albo francese | Pubblicazioni italiane |
| ------------------------------------------ | ------------------------------------------ | --- | --- |
| Les 12 Travaux d'Asterix                   | Le 12 fatiche di Asterix                   | - A puntate su quotidiano, 1976-1977 - In cinque diverse versioni, 1976, 2016: 1. Les 12 Travaux d'Astérix (1976) 2. Version en mini-livres (1976) 3. Version Sud Ouest (1976) 4. Les XII Travaux d'Astérix (2016) 5. Les 12 Travaux d'Astérix – Edition Artbook (2016) | - Il supergulp, 1978 - il Giornalino da n. 50/78 a 2/79, San Paolo - GAV n. 14, 1990 - Le 12 fatiche di Asterix, ott 2016, Panini Comics |
| Astérix et la Surprise de César            | Asterix contro Cesare                      | 1985 | - Asterix contro Cesare, 1986, Mondadori                                                                                                 |
| Astérix et le coup du menhir               | Asterix e la grande guerra                 | 1989 | inedito in Italia |
| Astérix et les Indiens                     | Asterix conquista l'America                | 1994 | inedito in Italia |
| Astérix et les Vikings                     | Asterix e i vichinghi                      | 2006 | inedito in Italia |
| Astérix aux Jeux olympiques                | Asterix alle Olimpiadi                     | 2008 | inedito in Italia |
| Astérix et Obélix au service de sa Majesté | Asterix & Obelix al servizio di Sua Maestà | 2012 | inedito in Italia |
| Astérix - Le secret de la potion magique   | Asterix e il segreto della pozione magica  | dicembre 2018, Éditions Albert René | - Asterix e il segreto della pozione magica, mar 2019, Panini Comics                                                                     |
| Astérix et Obélix : L'Empire du Milieu     | Asterix & Obelix - Il regno di mezzo       | febbraio 2023, Éditions Albert René | - Asterix & Obelix - Il regno di mezzo, febbraio 2023, Panini Comics                                                                     |

### Librogame
Dalla serie a fumetti sono stati tratti anche quattro librogame pubblicati negli anni ottanta e tradotti anche in italiano e un quinto nel 2013. Vedono come protagonista il giovane Menabotte, il nipote di Abraracourcix visto in Asterix e i Normanni, alle prese con vicende di varia natura. 
| Anno | Titolo originale           | Titolo italiano             |
| ---- | -------------------------- | --------------------------- |
| 1988 | Le Rendez-vous du chef     | L'appuntamento del capo     |
| 1988 | La Vedette armoricaine     | La vedetta armoricana       |
| 1988 | L'Affaire des faux menhirs | Il mistero dei falsi menhir |
| 1989 | Le Grand jeu               | Il grande gioco             |
| 2013 | Cherche et trouve Astérix  | Dov'è nascosto Asterix?     |

### Albi promozionali
Nel 1992 la compagnia petrolifera francese Total regalò 3 albi con estratti dagli album originali, ciascuno relativo a un determinato tema.
| Numero tomo | Titolo originale    |
| ----------- | ------------------- |
| 1           | Histoire de voyage  |
| 2           | Histoire de pirates |
| 3           | Histoire de sports  |

## Audiolibro
| Anno | Titolo originale                       | Formato |
| ---- | -------------------------------------- | ------- |
| 1960 | Astérix le Gaulois                     | 33 giri |
| 1962 | La Serpe d'or                          | 33 giri |
| 1966 | Astérix: ils chantent!                 | 45 giri |
| 1967 | Le Menhir d'or (ripubblicato nel 2020) | 33 giri |
| 1976 | Les 12 travaux d'Astérix               | 33 giri |

## Libri omaggio di altri artisti
| Anno | Titolo originale                      | Titolo in italiano                          | Note |
| ---- | ------------------------------------- | ------------------------------------------- | --- |
| 1996 | Uderzo croqué par ses amis            | Uderzo visto dagli amici                    | Albo a fumetti, omaggio da parte di alcuni dei più importanti disegnatori europei.                                                         |
| 2007 | Astérix et ses amis                   | Asterix e i suoi amici                      | Albo celebrativo per gli 80 anni di Albert Uderzo, contenente storie e illustrazioni realizzate da 34 autori diversi, fra cui Derib e Zep. |
| 2019 | Générations Astérix – L'album hommage | Generazione Asterix. Un'antologia di omaggi | 60 autori di fumetti francesi e internazionali celebrano il 60º anniversario di Asterix.                                                   |

## Idefix
Nel 1973 uscì il primo di una serie di libri illustrati con protagonista Idefix, il cagnolino di Obelix. Rivolti esplicitamente ai bambini, con storie semplici illustrate da grandi disegni, questi albi non hanno alcuna relazione con le avventure a fumetti di Asterix. Sono stati pubblicati 18 albi.
Dal 2021 sono stati pubblicati infine 3 fumetti tratti dalla serie televisiva animata Idéfix et les Irréductibles (Idefix e gli irriducibili).